# Ricanoptera hyalinomaculata
Ricanoptera hyalinomaculata är en insektsart som beskrevs av Melichar 1905. Ricanoptera hyalinomaculata ingår i släktet Ricanoptera och familjen Ricaniidae. Inga underarter finns listade i Catalogue of Life.